# Cadiz (Negros Ocidental)
Cadiz é uma cidade de segunda classe de renda da cidade na província Negros Ocidental, nas Filipinas. De acordo com o censo de 1 maio  de  2020 possui uma população de 158 544 pessoas e 39 146 domicílios.